# Erchanfried
Erchanfried (mort le 1er août 864) est le sixième évêque de Ratisbonne de 847 à sa mort.

## Biographie
Comme les autres premiers évêques de Ratisbonne, il est également abbé mineur de Saint-Emmeran.
En 858, sa santé se dégrade, Ambrichon, son chorévêque, demande sa démission au roi Louis II de Germanie, lequel se réfère au pape Nicolas qui n'ordonne pas la démission, mais laisse à Erchanfried le choix de son successeur.